# Julie Andrewsová
Julie Andrewsová, rodným jménem Julie Elizabeth Wells, pseudonym Julie Edwardsová (* 1. října 1935, Walton-on-Thames, Surrey, Anglie, Velká Británie) je britská herečka, zpěvačka, tanečnice, moderátorka a spisovatelka, manželka známého amerického filmového režiséra Blake Edwardse.

## Stručný životopis

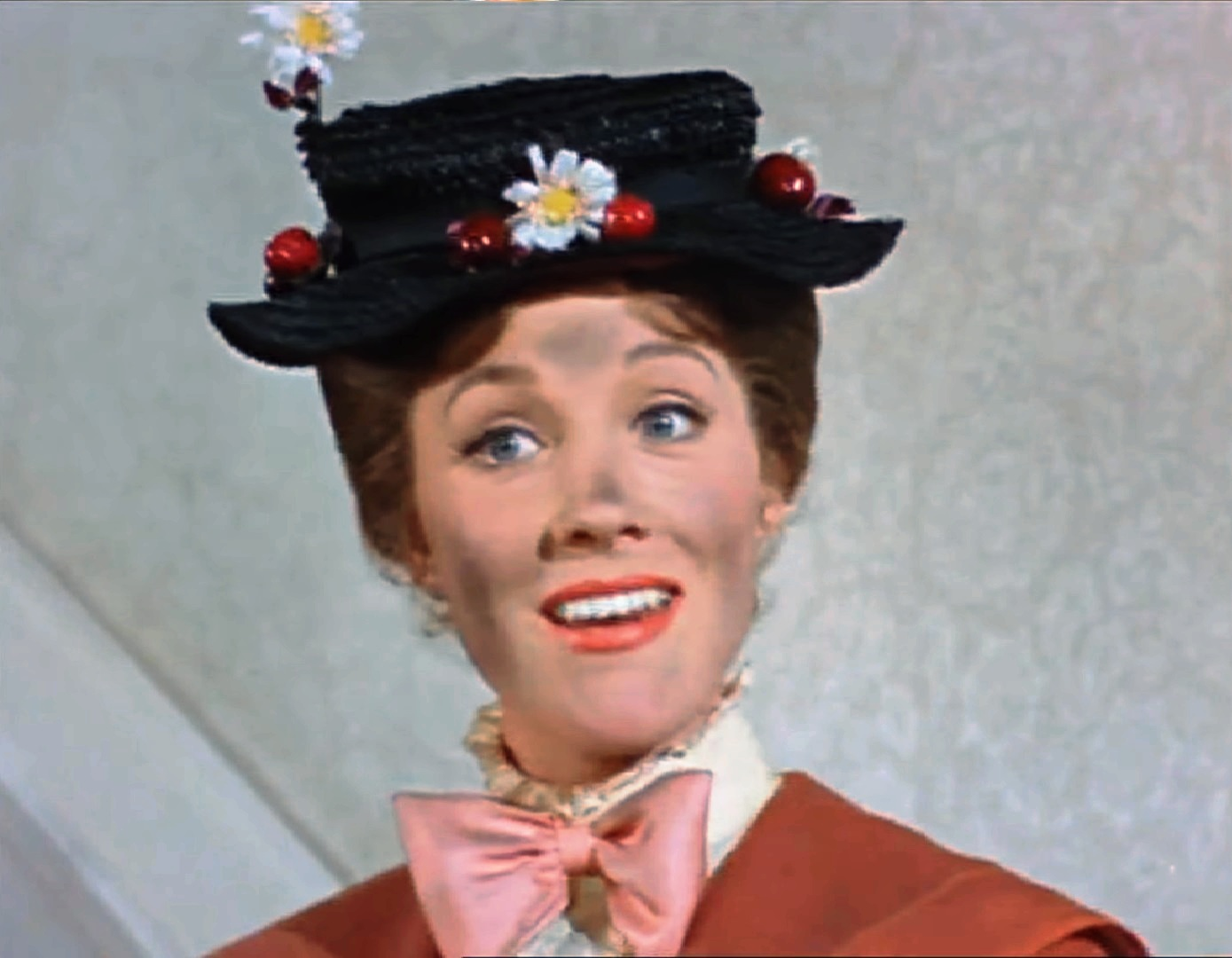
Julie Andrewsová v traileru filmu Mary Poppins

Julie od dětství zpívala, vystupovala společně se svými rodiči ve varieté, v rozhlasu a v televizi. Samostatně debutovala již ve svých 12 letech. Od roku 1954 vystupovala na Broadwayi, kde zazářila v Muzikálu My Fair Lady coby divadelní představitelka Elizy Doolitlové, za níž byla také nominována na prestižní americkou divadelní cenu Tony. Zvukový záznam z tohoto představení vyšel na gramofonových deskách a později i na CD discích (ve stejnojmenném filmu ji v této roli nahradila herečka Audrey Hepburnová a zpěvačka Marni Nixonová). Na Broadwayi si zahrála a zazpívala také v muzikálech Král Artuš a Kamarád. Největší popularitu a celosvětový úspěch však dosáhla její filmová role Mary Poppins, jež byla oceněna britskou cenou BAFTA, Zlatým glóbem i Oscarem. Následoval další známý film Za zvuků hudby, který jí vynesl další Zlatý glóbus a další nominaci na Oscara.
Na konci 60. let přestala vystupovat ve filmech a věnovala se pouze zpěvu, koncertování, nahrávání desek a moderování vlastních televizních show. Vystupovala také hojně v televizi jako moderátorka různých pořadů, které byly zaměřeny na svět divadla a muzikálů. V této době také napsala několik knih pro děti pod pseudonymem Julie Edwardsová. Návrat na stříbrné plátno způsobilo až její sblížení s jejím druhým manželem známým filmovým režisérem Blakem Edwardsem, v jehož filmech začala opět hrát zralé ženy. V roce 1982 získala svůj třetí Zlatý glóbus a další nominaci na Oscara za film Viktor, Viktorie z roku 1982.
Na konci 90. let 20. století prodělala vážné onemocnění hlasivek včetně jejich nezdařené operace. Během svého života získala celou řadu uměleckých a společenských ocenění a je považována za mimořádnou britskou umělkyni.
Na počátku 21. století se podvakrát vrátila k filmu v romantických snímcích Deník princezny a Deník princezny 2: Královské povinnosti režiséra Garyho Marshalla, kde hrála královnu Clarisse Renaldiovou, babičku princezny a pozdější královny Mii (Anne Hathawayová).

## Soukromý život
Julie Andrews si vzala Tonyho Waltona v roce 1959. Tony řekl, že se zamiloval do Andrews, když byli oba ještě velmi mladí a on ji viděl hrát vajíčko v divadelní inscenaci Humpty Dumpty. Mají spolu jednu dceru Emmu Walton Hamilton. (narozenou 27. listopadu 1962) Rozvedli se v roce 1967.
V roce 1968 se seznámila s Blakem Edwardsem, kterého si vzala roku 1969. Blake měl z předchozího manželství dceru Jennifer a syna Geoffrey, byli o 3 a 5 let starší než Emma. Blake s Julií se velmi snažili o miminko, bohužel se jim to nevedlo a tak v roce 1974 adoptovali vietnamskou holčičku Amy a v roce 1975 další holčičku Joannu. Byli manželé 41 let až do Blakovy smrti. (15. prosince 2010)

## Filmografie

### Film
| Rok  | Název                                    | Role                                     | Poznámky |
| ---- | ---------------------------------------- | ---------------------------------------- | --- |
| 1949 | La Rosa di Bagdad                        | princezna Zeila                          | dabovala hlas pro anglickou verzi v roce 1952 |
| 1957 | Popelka                                  | Popelka                                  | vytvořili Rodgers a Hammerstein |
| 1964 | Mary Poppins                             | Mary Poppins                             | Oscar v kategorii Nejlepší herečkaCenu BAFTA v kategorii Nejlepší herečka v hlavní roli Zlatý globus v kategorii Nejlepší herečka v komedii nebo muzikálu Cena Grammy za nejlepší album pro děti |
| 1964 | Amerikanizace Emilky                     | Emily Barham                             | nominace na Cenu BAFTA v kategorii Nejlepší herečka v hlavní roli |
| 1965 | Za zvuků hudby                           | Maria von Trapp                          | Zlatý globus v kategorii Nejlepší herečka v komedii nebo muzikálunominace na Oscar v kategorii Nejlepší herečka v hlavní roli nominace na Cenu BAFTA v kategorii v hlavní roli                   |
| 1966 | Havaj                                    | Jerusa Bromley                           | |
| 1966 | Roztržená opona                          | Dr.Sarah Louise Sherman                  | |
| 1967 | Správná dívka                            | Millie Dillmount                         | nominace na Zlatý globus v kategorii Nejlepší herečka v komedii nebo muzikálu |
| 1968 | Star!                                    | Gertrude Lawrence                        | nominace na Zlatý globus v kategorii Nejlepší herečka v komediinebo muzikálu |
| 1970 | Darling Lili                             | Lili Smith (Schmidt)                     | nominace na Zlatý globus v kategorii Nejlepší herečka v komediinebo muzikálu |
| 1974 | Datlové semínko                          | Judith Farrow                            | |
| 1976 | Růžový panter znovu zasahuje             | Ainsley Jarvis                           | zpěv (nebyla uvedena v titulcích) |
| 1979 | 10                                       | Samantha Taylor                          | nominace na Zlatý globus v kategorii Nejlepší herečka v komediinebo muzikálu |
| 1980 | Panenka pro štěstí                       | Amanda Worthington                       | |
| 1981 | Trhák                                    | Sally Miles                              | |
| 1982 | Viktor, Viktorie                         | Victoria Grant / hrabě Victor Grezhinski | Zlatý globus v kategorii Nejlepší herečka v komedii nebo muzikálunominace na Oscar v kategorii nejlepší v hlavní roli                                                                            |
| 1982 | Stopa Růžového pantera                   | Uklízečka                                | (nebyla uvedena v titulcích) |
| 1983 | Posedlý krásou                           | Marianna                                 | |
| 1986 | Takový je život                          | Gillian Fairchild                        | nominace na Zlatý globus v kategorii Nejlepší herečka v komediinebo muzikálu |
| 1986 | Duet pro jednoho                         | Stephanie Anderson                       | nominace na Zlatý globus v kategorii Nejlepší herečka v dramatu |
| 1991 | Naši synové                              | Audrey                                   | TV film |
| 1992 | Cin cin                                  | Pamela Piguet                            | |
| 1999 | Spřízněné duše                           | Catherine                                | |
| 2000 | Velmi relativní známosti                 | Felicity Marshwood                       | |
| 2001 | Deník princezny                          | Královna Clarisse Renaldi                | Kid's Choice Awards za Nejoblíbenější filmovou herečku |
| 2001 | Na Zlatém jezeře                         | Ethel Thayer                             | |
| 2002 | Žít naplno                               | sama sebe                                | zpívá "Getting to Know You" |
| 2003 | Eloise v hotelu Plaza                    | Chůva                                    | |
| 2003 | Eloise a Vánoce                          | Chůva                                    | nominovaná na Cenu Emmy za nejlepší herečku ve vedlejší herečkuv minisérii nebo filmu |
| 2004 | Deník princezny 2 : Královské povinnosti | Královna Clarisse Renaldi                | |
| 2004 | Shrek 2                                  | Královna Lillian (hlas)                  | |
| 2007 | Shrek Třetí                              | Královna Lillian (hlas)                  | |
| 2007 | Kouzelná romance                         | Vypravěč (hlas)                          | |
| 2010 | Víla Zuběnka                             | Lilie                                    | |
| 2010 | Shrek: Zvonec a konec                    | Královna Lillian (hlas)                  | |
| 2010 | Já, padouch                              | Marlena Gru (hlas)                       | |
| 2018 | Aquaman                                  | Karathen (hlas)                          | |
| 2021 | The King's Daughter                      | Vypravěč (hlas)                          | |
| 2022 | Mimoni 2: Padouch přichází               | Marlena Gru (hlas)                       | |

### Televize
| Rok             | Název                                         | Role                    | Poznámky |
| --------------- | --------------------------------------------- | ----------------------- | --- |
| 1956            | Ford Star Jubilee                             | Lise                    | díl: „High Tor“ |
| 1957            | Cinderella                                    | Cinderella              | CBS television musical |
| 1959            | Gentle Flame                                  | Trissa                  | TV film |
| 1961            | Ed Sullivan Show                              | Samu sebe               | |
| 1962            | Julie a Carol v Carnegie Hall                 | Samu sebe               | |
| 1964            | Andy Williams Show                            | Samu sebe               | nominace – Cenu Emmy v kategorii individuální úspěch v zábavním průmyslu |
| 1965            | Julie Andrews Show                            | Samu sebe               | |
| 1969            | World in Music                                | Samu sebe               | díl: „Večer s Julie Andrews a Harry Belafonte“ |
| 1971            | Julie a Carol v Lincoln Center                | Samu sebe               | Cena Emmy v kategorii nejlepší zábavná show nebo muzikál |
| 1972- 1973      | Julie Andrews Hours                           | Samu sebe               | Cena Emmy v kategorii nejlepší zábavná show nebo muzikál nominace –Zlatý globus za Nejlepší ženský herecký výkon v seriálu (muzikál nebo komedie) nominace – Cena Emmy v kategorii nejlepší nový seriál |
| 1973            | Julie na Sesame Street                        | Samu sebe               | |
| 1987            | Julie Andrews : The Sound of Christmas        | Samu sebe               | |
| 1989            | Julie a Carol : Zase spolu                    | Samu sebe               | |
| 1992            | Julie                                         | Julie Carlisle          | 7 dílů |
| 2001            | Paraíso Filmes                                | Herečka v TV            | díl: „Brocky IV“ (nekreditovaná role) |
| 2004            | Broadway: American Musical                    | Samu sebe               | |
| 2009-10 2012-14 | Velké představené "Z Vídně": Novoroční oslavy | Samu sebe               | |
| 2010            | Todos contra Juan                             | Samu sebe               | Argentinský TV sitcom |
| 2017            | Julie's Greenroom                             | Paní Julie              | 13 dílů |
| 2020–2024       | Bridgertonovi                                 | Lady Whistledown (hlas) | hlavní role |

### Divadlo
| Rok  | Název            | Role                                     | Poznámky |
| ---- | ---------------- | ---------------------------------------- | --- |
| 1954 | Boy Friend       | Polly Brown                              | Theatre World Award for Outstanding Broadway Debut                                                                   |
| 1956 | My Fair Lady     | Eliza Doolittle                          | nominována na Tony Award za nejlepší herecký výkon v muzikálu                                                        |
| 1960 | Camelot          | Královna Guinevere                       | nominována na Tony Award za nejlepší herecký výkon v muzikálu                                                        |
| 1993 | Dát to dohromady | Amy                                      | |
| 1995 | Victor,Victoria  | Victoria Grant / hrabě Victor Grezhinski | Drama Desk Award za mimořádný herecký výkon v muzikálu nominována na Tony Award za nejlepší herecký výkon v muzikálu |